# Santa Susanna (titre cardinalice)
Le titre cardinalice de Santa Susanna (Sainte Suzanne) aurait été érigé en 112 par le pape Évariste sous le nom de Gaii e Susannae. Lors du synode romain du 1er mars 499 il est mentionné sous le seul nom de Gaii. On le retrouve lors du synode romain de 595 sous le nom de Susannae.
Selon le catalogue de Pietro Mallio, rédigé sous le pontificat d'Alexandre III, ce titre était lié à la basilique Saint-Paul-hors-les-Murs dont les prêtres célébraient la messe à Sainte-Suzanne à tour de rôle.
Il est toujours rattaché à l'église Santa Susanna située dans le rione Trevi . Cette église est, depuis 1921, l'église nationale américaine à Rome, et depuis 1946 le titre de Santa Susanna est attribué à un cardinal américain, généralement l'archevêque de Boston.

## Titulaires
| - Asello (494-?) - Rustico (590-?) - Conone (683?-686), élu pape sous le nom de Conon - Saint Sergio (686?-687), élu pape sius le nom de serge Ier - Giovanni (745- 761) - Leonzio (761- 795) - Leone (795), élu pape sous le nom de Léon III - Giovanni (964- 1012) - Giovanni (1012- 1033) - Giovanni (1033- 1062) - Pietro (1062- 1099) - Gezo (1106- 1112) - Pietro Gherardesca (1117-1130) - Stanzio (1130-1133) - Giordano Orsini (1145-1165) - Ermanno (1165 ou 1166- 1170) - Lesbio Grassi (1170-1173) - Pietro de Bono, Can.Reg. (1173-1187) - Alessio (1188-1189) - Gianfelice (1190-1194) - Benedetto (1201-1212) - Aldobrandino Caetani (1219-1221) - Gedefroy de Bar (1281-1287) - Benedetto Caetani, administrateur (1288-1294), élu pape sous le nom de Boniface VIII - Pierre d'Arrablay (1316-1328) - Andrea Ghini Malpighi (1342-1343) - Pierre Bertrand de Colombier (1344-1361) - Filippo Ruffini, O.P. (1378-1380/1384) - Francesco Carbone, O.Cist. (1384-1392) - Pierre de Thury (1385-1410), pseudo-cardinal de l'antipape Clément VII - Antonio Panciera (1411-1431) - Louis de La Palud, O.S.B. (1440-1449), pseudo-cardinal de l'antipape Félix V - Tommaso Parentucelli (1446-1447), élu pape sous le nom de Nicolas V - Filippo Calandrini (1448-1451) - Alessandro Oliva, O.E.S.A. (1460-1463) - Jean Balue (1467-1483) - Lorenzo Cibo de' Mari (1489-1491) - Juan de Borja Llançol de Romaní (1492-1503) - Francesco Soderini (1503-1508) - Leonardo Grosso della Rovere (1508-1517) | - Raffaele Petrucci (1517-1522) - Antonio Sanseverino, O.S.Io.Hier. (1528-1530) - García de Loaysa y Mendoza, O.P. (1530-1546) - Georges II d'Amboise (1546-1550) - Jacques d'Annebault (1550-1557) - Girolamo Seripando, O.S.A. (1561-1563) - Francisco Pacheco de Toledo (1564-1565) - Bernardo Navagero (1565) - Francesco Alciati (1565-1569) - Girolamo Rusticucci (1570-1597) - Anne de Pérusse des Cars, O.S.B. (1604-1612) - Gaspar de Borja y Velasco (1612-1616) - Scipione Cobelluzzi (1616-1626) - Giulio Cesare Sacchetti (1626-1652) - Giambattista Spada (1654-1659) - Carlo Carafa della Spina (1665-1675) - Bernhard Gustave von Baden-Durlach, O.S.B. (1676-1677) - Marcantonio Barbarigo (1686-1697) - Daniello Marco Delfino (1700-1704) - Lorenzo Corsini (1706-1720), élu pape sous le nom de Clément XII - José Pereira de Lacerda (1721-1738) - Raniero Felice Simonetti (1747-1749) - Luca Melchiore Tempi (1756-1757) - Ludovico Valenti (1759-1762) - Carlo Crivelli (1802-1818) - Giuseppe della Porta Rodiani (1835-1841) - Ignazio Giovanni Cadolini (1843-1850) - Alessandro Barnabò (1856-1874) - Bartolomeo d'Avanzo (1876-1884) - Francis Patrick Moran (1885-1911) - François-Virgile Dubillard (1911-1914) - Giorgio Gusmini (1915-1921) - Giovanni Bonzano (1924-1927) - Alexis-Henri-Marie Lépicier, O.S.M. (1927-1936) - Arthur Hinsley (1937-1943) - Edward Mooney (1946-1958) - Richard Cushing (1958-1970) - Humberto Sousa Medeiros (1973-1983) - Bernard Law (1985-2017) - ((Vacant)) |

### Sources
- (it) Cet article est partiellement ou en totalité issu de l’article de Wikipédia en italien intitulé « Santa Susanna (titolo cardinalizio) » (voir la liste des auteurs).